# Kastell Cenad

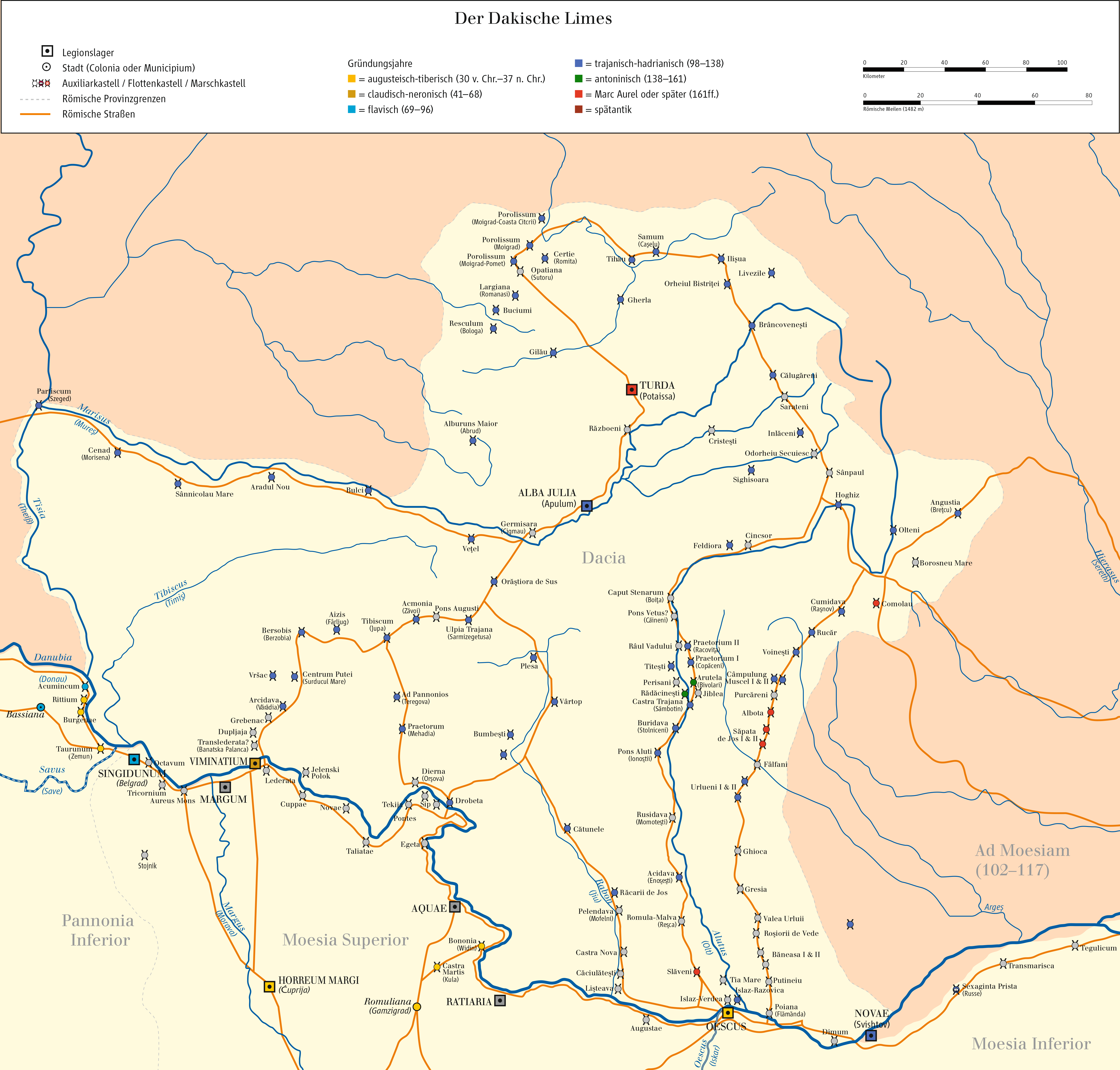
Verlauf der dakischen Limites

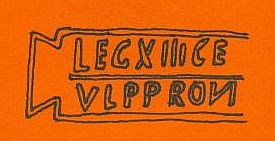
Ziegelstempel der Legio XIII Gemina aus Cenad

Kastell Cenad ist der Name eines vermuteten römisches Hilfstruppenlager in der Außenlinie der westlichen Festungskette des dakischen Limes auf dem Gebiet der Gemeinde Cenad (rum.: Cenadu Mare; ung.: Nagycsanád), Kreis Timiș, Region Banat in Rumänien.

## Lage
Cenad liegt im westlichen Rumänien, die Gemeinde befindet sich zwischen den Flüssen Marosch (Mures) und Aranca, wobei die Marosch die natürliche Grenze zu Ungarn markiert. Der vermutete Kastellbereich ist heute modern überbaut. Sein Zentrum soll im Hof der Dorfkirche gelegen haben, bei der 1997 noch Spuren alten Mauerwerks sichtbar gewesen waren. Der Bereich ist auch unter dem Flurnamen „Cetate“ (Festung) bekannt.

## Bisherige Überlegungen und Erkenntnisse
Im Laufe des zweiten Dakerkrieges (105–106 n. Chr.) okkupierte Trajan auch die Landstriche nördlich des Mureș (lat.: Marisus) und gliederte sie in die neue Provinz Dacia Superior ein. Auf dem Gebiet des heutigen Cetate könnte die römische Armee ein Kastell erbaut haben, das zunächst wohl von einer Legionsvexillation belegt gewesen wäre. Im Umfeld des Kastells wäre möglicherweise bald eine Zivilsiedlung (vicus) entstanden, die mit dem aus der Antike überlieferten Morisena („Castrum iuxta Morisium“ = Kastell an der Mures) identisch sein könnte. Möglicherweise hätten Kastell und Siedlung bis in das frühe 3. Jahrhundert n. Chr. bestanden. Die Aufgabe der dort stationierten Truppe wäre unter anderem die Überwachung und Sicherung der Straßenverbindung von Micia nach Partiscum gewesen, die am südlichen Ufer des Flusses Mureș in Richtung Nordwesten verlief.
Die Fundstelle war bis Ende des 20. Jahrhunderts nicht systematisch erforscht worden. Geborgen wurden nur Streufunde. Zahlreiche Ziegelstempel der Legio XIII Gemina schienen zumindest die Identifizierung der Örtlichkeit als römische Militäranlage zu bestätigen. Untersuchungen seit den 1990er Jahren erbrachten aber bisher nur den Nachweis einer mittelalterlichen Befestigung an dieser Stelle.

## Fundverbleib und Denkmalschutz
Die Lesefunde, insbesondere die Ziegelstempel befinden sich heute im Banater Nationalmuseum, Timișoara.
Die gesamte archäologische Stätte steht nach dem 2001 verabschiedeten Gesetz Nr. 422/2001 als historisches Denkmal unter Schutz und ist unter dem LMI-Code M-I-s-A-06055 in der nationalen Liste der historischen Monumente (Lista Monumentelor Istorice) eingetragen. Der RAN-Code lautet 156268.01. Zuständig sind das Ministerium für Kultur und nationales Erbe (Ministerul Culturii şi Patrimoniului Naţional), insbesondere das Generaldirektorat für nationales Kulturerbe, die Abteilung für bildende Kunst sowie die Nationale Kommission für historische Denkmäler sowie weitere wichtige, dem Ministerium untergeordnete Institutionen. Ungenehmigte Ausgrabungen sowie die Ausfuhr von antiken Gegenständen sind in Rumänien verboten.

## Ältere Erwähnungen
- Felix Milleker: Délmagyarország régiségleletei a honfoglalás előtti idökböl. (Die archäologischen Funde Südungarns vor der Landnahmezeit.) Temeschburg 1899, S. 17 f. (in ungarischer Sprache).
- Dumitru Tudor: Corpus monumentorum religionis equitum danuvinorum (CMRED). The monuments. Band 1. Brill-Verlag, Leiden 1969, S. 58.
- János Szilágyi: Die Besatzungen des Verteidigungssystems von Dazien und ihre Ziegelstempel/A Daciai erődrendszer helyőrségei es a katonai teglabélyegek. In der Reihe: Dissertationes Pannonicae Ser. II, 21. Institut für Münzkunde und Archäologie an der Peter-Pazmany-Universität, Budapest 1946. S. 8 f. und 63 (in deutscher und ungarischer Sprache);
- Andrian Bejan: Cercetările arheologice în așezarea feudal-timpurie de la Cenad. 1975.